# Eupithecia lutulentaria
Eupithecia lutulentaria là một loài bướm đêm trong họ Geometridae.